# Himno al Pino
El Himno al Pino es un himno hondureño dedicado al pino, el árbol nacional de Honduras. El himno se enseña en las escuelas primarias del país como parte de la educación cívica nacional, entre muchos otros himnos hondureños como el himno nacional o el Himno a la Madre. Suele ser cantado por niños durante eventos escolares en celebración al día del árbol que en Honduras se celebra el día 30 de mayo.

## Historia
El pino fue declarado árbol nacional de Honduras el 14 de mayo de 1928 por el entonces presidente Miguel Paz Barahona mediante el acuerdo N.º 429. El decreto no especifica qué especie de pino es el árbol nacional, sin embargo el Pinus oocarpa se suele asociar como el pino nacional ya que es el pino más abundante en el país.
El himno data de principios del siglo XX, posiblemente de 1929, un año después del decreto nacional institucionalizando el pino como el árbol nacional. Fue escrito por el poeta hondureño Luis Andrés Zúñiga y la música fue compuesta por el compositor hondureño Rafael Coello Ramos.

## Letra
Himno al Pino
Viva el pino por siempre en la tierra

que benigna la vida nos dió

y por siempre se muestra imponente

a los besos radiantes del sol.

Viva el pino color de esmeralda

con su suave y melifluo rumor

que después de arrullar nuestra cuna

con amor nuestra infancia arrulló.

Es bendita la sombra insegura

que en las ásperas sendas regó,

y es bendito su tronco que abrigo

compasivo brindó al viajador

Su madera olorosa es bendita

como es suelo que diole calor

pues palacios y chozas y templos

con sus fibras el hombre formó.

Nuestra tierra su vida y la nuestra

paralelas y aun tiempo creó,

nuestro hogar su existencia recuerda

y en los campos nos llena de olor.

Su madera su estufa alimenta

crepitando en un trémulo sol,

y entre tablas de pino es que llevan

nuestro cuerpo ya muerto al panteón.